# Рецептор тиреотропного гормону
Рецептор тиреотропного гормону (або рецептор ТТГ) — це рецптор, що активується тиреотропним гормоном (ТТГ) та стимулює продукцію тиреоїдних гормонів (тироксина (T4) та трийодтироніна (T3) фолікулярними клітинами, на поверхні мембран яких він розташований. Рецептор ТТГ належать до GPCR білків, що входять до суперродини інтегральних мембранних протеїнів. Також рецептор ТТГ зв'язаний з  альфа субодниницею Gs протеїн.
Рецептор ТТГ кодується геном TRSH, що розташований на хромосомі 14.

## Функція
Рецептор ТТГ активується при контакті з тиреотропним гормоном, що запускає каскад реакцій. Протеїн-G активує аденілил циклазу, що призводить до зростання концентрації внутрішньоклітинного цАМФ. цАМФ, в свою чергу, активізує функції фолікулярної клітини, зокрема захоплення йоду, синтез тиреоглобуліну, ендоцитоз, активність тиреопероксидази та вивільнення тиреоїдних гормонів.

## Клінічне значення
Антитіла до рецепторів ТТГ призводять до розвитку хвороби Грейвса (токсичного дифузного зобу).